# Face à face (film, 1976)
Pour les articles homonymes, voir Face à face.
Pour plus de détails, voir Fiche technique et Distribution.
Face à face (Ansikte mot ansikte) est un film suédois réalisé par Ingmar Bergman, nommé à la cérémonie des Oscars dans les catégories du meilleur réalisateur et de la meilleure actrice en 1977.

## Synopsis
Dr. Jenny Isaksson (Liv Ullmann), psychiatre comme son mari, est harcelée par le doute.

## Fiche technique
- Titre : Face à face
- Titre original : Ansikte mot ansikte
- Réalisation : Ingmar Bergman
- Scénario : Ingmar Bergman
- Production : Lars-Owe Carlberg pour Cinematograph AB, Dino De Laurentiis Cinematografica et Sveriges Radio
- Photographie : Sven Nykvist
- Durée : 114 min / Argentine : 120 min / Royaume-Uni : 136 min
- Pays :  Suède
- Langue : suédois
- Format : Couleur (Eastmancolor)
- Ratio :
- Son : Mono
- Classification : USA : R / Royaume-Uni : X
- Dates de sortie : 
  -  États-Unis : 5 avril 1976
  -  Suède : 28 avril 1976 (à la télévision)
  -  France : 8 septembre 1976

## Distribution
- Liv Ullmann : Dr Jenny Isaksson
- Erland Josephson : Dr Tomas Jacobi
- Gunnar Björnstrand : le grand-père
- Aino Taube : la grand-mère
- Tore Segelcke : la dame
- Marianne Aminoff : la mère de Jenny
- Gösta Prüzelius : le père de Jenny
- Bengt Eklund : Ludde
- Sif Ruud : Elisabeth Wankel
- Kristina Adolphson : l'infirmière Veronica